# Unterseeboot 1060
L'Unterseeboot 1060 ou U-1060 est un sous-marin allemand (U-Boot) de type VIIF utilisé par la Kriegsmarine pendant la Seconde Guerre mondiale.
Le sous-marin est commandé le 25 août 1941 à Kiel (Arsenal Germania), sa quille posée le 7 juillet 1942, il est lancé le 8 mars 1943 et mis en service le 15 mai 1943, sous le commandement de l'Oberleutnant zur See Herbert Brammer.
L'U-1060 n'endommage ni ne coule aucun navire au cours des six patrouilles (125 jours en mer) qu'il effectue.
Échoué après une attaque aérienne, il est détruit par l'Aviation britannique en octobre 1944. 

## Conception
Le type VII classe F, conçu en 1941, était un transporteur de torpilles. C'était le plus lourd et le plus gros des U-Boots de type VII construits. Son armement était identique à l'exception du fait qu'il ne disposait pas de canons sur le pont, mais il pouvait en contrepartie embarquer jusqu'à 39 torpilles.
L'U-1060 avait un déplacement de 1 084 tonnes en surface et 1 181 tonnes en plongée. Il avait une longueur totale de 77,60 m, un maître-bau de 7,30 m, une hauteur de 9,60 m et un tirant d'eau de 4,90 m. Le sous-marin était propulsé par deux hélices de 1,23 m, deux moteurs diesel Germaniawerft F46 de 6 cylindres en ligne de 3 200 cv, produisant un total de 2 060 à 2 350 kW en surface et de deux moteurs électriques Allgemeine Elektricitäts-Gesellschaft GU 460/8-276 de 750 cv, produisant un total 560 kW, en plongée. Le sous-marin avait une vitesse en surface de 17,6 nœuds (32,6 km/h) et une vitesse de 7,9 nœuds (14,6 km/h) en plongée. Immergé, il avait un rayon d'action de 87 milles marins (140 km) à 4 nœuds (7,4 km/h; 4,6 milles par heure) et pouvait atteindre une profondeur de 200 m. En surface son rayon d'action était de 16 898 milles nautiques (soit 27 195 km) à 10 nœuds (19 km/h).
L'U-1060 était équipé de cinq tubes lance-torpilles de 53,3 cm (quatre montés à l'avant et un à l'arrière) et embarquait 39 torpilles. Il était équipé d'un canon 37 mm Flak M/42 qui tire à 15 350 mètres avec une cadence théorique de 50 coups par minute et de deux canons antiaérien de 20 mm C38 Flak avec 4 380 coups. Son équipage comprenait 4 officiers et 40 à 56 sous-mariniers.

## Historique
Il passe son temps d'entraînement initial à la 5. Unterseebootsflottille, qui devient son unité de combat jusqu'à sa perte.
Entre décembre 1943 et octobre 1944, l'U-1060 effectue des transports de torpilles T-5 FAT et d'autres armes entre Kiel et les ports de Kristiansand, de Narvik, de Ramsund, de Bergen, de Stavanger, de Trondheim, d'Haugesund, d'Horten et de Bodø.
Le 26 octobre 1944, le submersible quitte Bodø pour Bergen avec un chargement de 39 torpilles. Le 27 octobre 1944, il est attaqué  à l'ouest du Velfjord par des avions de chasse embarqués Firefly I du Sqn 1771 (FAA) provenant du porte-avions d'escorte HMS Implacable. Le bateau endommagé s'échoue au large de l'île de Fleina. Plus tard le même jour, l'U-1060 est attaqué par deux avions bombardiers Liberator tchèques du No. 311 Squadron RAF (en) pilotés par le Squadron leader A. Sedivy et le Flying officer P. Pavelka puis par deux bombardiers Halifax du No. 502 Squadron RAF (en) pilotés par le Squadron leader H.H. Holderness et le Flight lieutenant W.G. Powell. Durant les attaques le bateau échoué chavire, puis sombre en eaux profondes, à la position 65° 24′ 03″ N, 11° 59′ 05″ E. Sa destruction finale survient six jours plus tard, le 4 novembre 1944 à 3 h 32.
Douze homme, y compris le Commandant périssent, quarante-trois sont sauvés. Au moment du naufrage, l'U-1060 avait à son bord vingt-huit sous-mariniers de l'U-957, endommagé lors d'une collision avec la banquise (ou : contre un cargo allemand selon une autre source), le 19 octobre 1944. Quatre hommes de l'U-957 sont perdus en plus des douze de l'U-1060.

## Affectations
- 5. Unterseebootsflottille du 15 mai 1943 au 27 octobre 1944 (Période de formation).

## Commandement
- Oberleutnant zur See Herbert Brammer du 15 mai 1943 au 27 octobre 1944.

## Patrouilles
|       | Commandant            | Départ           | Départ       | Arrivée          | Arrivée      | Jours     | Succès |
| ----- | --------------------- | ---------------- | ------------ | ---------------- | ------------ | --------- | ------ |
| 1     | Oblt. Herbert Brammer | 14 décembre 1943 | Kiel         | 16 décembre 1943 | Kristiansand | 3 jours   |        |
| L     | Oblt. Herbert Brammer | 17 décembre 1943 | Kristiansand | 23 décembre 1943 | Narvik       | 7 jours   |        |
| L     | Oblt. Herbert Brammer | 29 décembre 1943 | Narvik       | 7 janvier 1944   | Kiel         | 10 jours  |        |
| 2     | Oblt. Herbert Brammer | 18 janvier 1944  | Kiel         | 27 janvier 1944  | Ramsund      | 10 jours  |        |
| L     | Oblt. Herbert Brammer | 1er février 1944 | Ramsund      | 5 février 1944   | Bergen       | 5 jours   |        |
| L     | Oblt. Herbert Brammer | 6 février 1944   | Bergen       | 6 février 1944   | Stavanger    | 1 jour    |        |
| L     | Oblt. Herbert Brammer | 9 février 1944   | Stavanger    | 9 février 1944   | Kristiansand | 1 jour    |        |
| L     | Oblt. Herbert Brammer | 10 février 1944  | Kristiansand | 12 février 1944  | Kiel         | 3 jours   |        |
| 3     | Oblt. Herbert Brammer | 28 mars 1944     | Kiel         | 6 avril 1944     | Ramsund      | 10 jours  |        |
| L     | Oblt. Herbert Brammer | 10 avril 1944    | Ramsund      | 27 avril 1944    | Kiel         | 18 jours  |        |
| 4     | Oblt. Herbert Brammer | 13 mai 1944      | Kiel         | 20 mai 1944      | Ramsund      | 8 jours   |        |
| L     | Oblt. Herbert Brammer | 23 mai 1944      | Ramsund      | 28 mai 1944      | Bergen       | 6 jours   |        |
| L     | Oblt. Herbert Brammer | 30 mai 1944      | Bergen       | 30 mai 1944      | Stavanger    | 1 jour    |        |
| L     | Oblt. Herbert Brammer | 31 mai 1944      | Stavanger    | 31 mai 1944      | Kristiansand | 1 jour    |        |
| L     | Oblt. Herbert Brammer | 1er juin 1944    | Kristiansand | 3 juin 1944      | Kiel         | 3 jours   |        |
| 5     | Oblt. Herbert Brammer | 20 juin 1944     | Kiel         | 24 juin 1944     | Bergen       | 5 jours   |        |
| L     | Oblt. Herbert Brammer | 24 juin 1944     | Bergen       | 26 juin 1944     | Trondheim    | 3 jours   |        |
| L     | Oblt. Herbert Brammer | 30 juin 1944     | Trondheim    | 2 juillet 1944   | Bergen       | 3 jours   |        |
| L     | Oblt. Herbert Brammer | 3 juillet 1944   | Bergen       | 5 juillet 1944   | Trondheim    | 3 jours   |        |
| L     | Oblt. Herbert Brammer | 7 juillet 1944   | Trondheim    | 7 juillet 1944   | Kristiansand | 1 jour    |        |
| L     | Oblt. Herbert Brammer | 8 juillet 1944   | Kristiansand | 10 juillet 1944  | Bergen       | 3 jours   |        |
| L     | Oblt. Herbert Brammer | 11 juillet 1944  | Bergen       | 11 juillet 1944  | Haugesund    | 1 jour    |        |
| L     | Oblt. Herbert Brammer | 12 juillet 1944  | Haugesund    | 12 juillet 1944  | Kristiansand | 1 jour    |        |
| L     | Oblt. Herbert Brammer | 13 juillet 1944  | Kristiansand | 15 juillet 1944  | Kiel         | 3 jours   |        |
| 6     | Oblt. Herbert Brammer | 7 octobre 1944   | Kiel         | 9 octobre 1944   | Horten       | 3 jours   |        |
| L     | Oblt. Herbert Brammer | 12 octobre 1944  | Horten       | 17 octobre 1944  | Bergen       | 6 jours   |        |
| L     | Oblt. Herbert Brammer | 22 octobre 1944  | Bergen       | 25 octobre 1944  | Bodø         | 4 jours   |        |
| L     | Oblt. Herbert Brammer | 26 octobre 1944  | Bodø         | 27 octobre 1944  | Coulé        | 2 jours   |        |
| Total | Total                 | Total            | Total        | Total            | Total        | 125 jours | 0 t    |

Note : Oblt. = Oberleutnant zur See